# الإبطالية في الولايات المتحدة

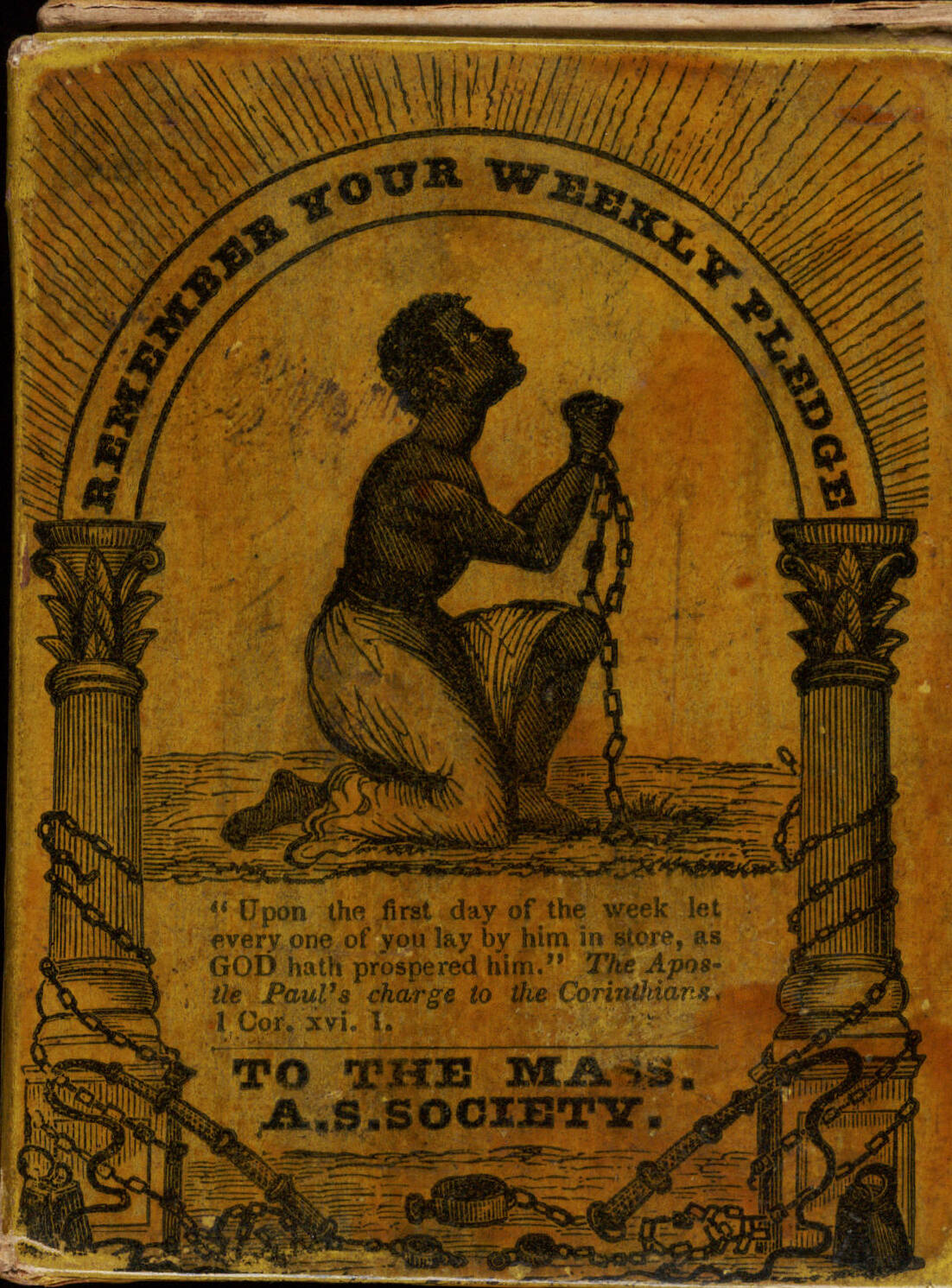
حَصّالَة لجمعية ماساتشوستس المعادية للاسترقاق، حوالي عام 1850

الإبطال في هذا السياق يشير إلى إبطال الاسترقاق كممارسة شرعية قانونيا، والإبطالية في الولايات المتحدة كانت الحركة قبل وخلال الحرب الأهلية الأميركية لإنهاء ممارسة الاسترقاق في الولايات المتحدة. في الأمريكتين وأوروبا الغربية، الإبطالية كانت حركة لإنهاء تجارة العبيد عبر المحيط الأطلسي وتحرير العبيد. في القرن السابع عشر، أدان كويكرز وإنجيليون إنجليزٌ الاسترقاقَ كعملية غير مسيحية. آنذاك، معظم العبيد كانوا أفارقة، ولكن ألاف الأميركيين الأصليين استرقوا كذلك. في القرن الثامن عشر، نُقِل ما يصل إلى 6 ميلايين أفريقي إلى الأميركتين عبيدا، وثُلثٌ منهم على الأقل على سفن بريطانية إلى أميركا الشمالية. الإبطالية كانت جزءا من رسالة الصحوة الكبرى الأولى في المستعمرات الثلاث عشرة خلال عقدي 1730 و1740.
وفي نفس الفترة، مفكرو عصر التنوير العقلانيون انتقدوا ممارسة الاسترقاق لأنها تمثل انتهاكا لحقوق الإنسان. وكان عضو من البرلمان البريطاني، جيمس أوجلثورب، مِن أوائل مَن أفصح القضية التنويرية ضد الاسترقاق. وكمؤسس مستعمرة جورجيا (التي صارت ولاية جورجيا)، أوجلثورب منع الاسترقاق على أساس إنساني. مع أن الأحاسيس ضد الاسترقاق كانت شائعة بحلول القرن الثامن عشر، إلا أن المستعمرات والدول الناشئة، وعلى نحو لافت للنظر في جنوب الولايات المتحدة، استمرت في استخدام الاسترقاق وتمسكت تقاليده.
أثناء الثورة الأمريكية وبعدها مباشرة، الولايات الشمالية، تحركت في اتجاه إبطال الاسترقاق، وأصدرت قوانين تبطل الاسترقاق في العقدين التاليين، ابتداءا بولاية بنسيلفانيا عام 1780، وأحيانا لم يكن إلا تحرير تدريجي. صدقت ماساتشوستس على دستور أعلن إن كل الرجال متساوون؛ وقضايا الحرية، التي كانت تتحدي الاسترقاق مبنيا على هذا المبدأ، وضعت حدا للاسترقاق في الولاية. في حالات أخرى، كحالة فرجينيا، إعلانات شبيهة فسرتها المحاكم على أنها لا تنطبق على الأفارقة. وخلال العقود التالية، بدأت الحركة الإبطالية تنمو في الولايات الشمالية، والكونغرس ضبط اتساع الاسترقاق وولايات جديدة انضمت إلى الاتحاد. منعت بريطانيا استيراد عبيد أفارقة جدد في مستعمراتها عام 1807 وأبطلت الاسترقاق في شتى أراضي الامبراطورية البريطانية عام 1833. جرّمت الولايات المتحدة تجارة العبيد الدولية عام 1808 وجعلت الاسترقاق غير دستوري عام 1865 نتيجة للحرب الأهلية الأميركية.
عرّف المؤرخ جيمس م. ماكفرسون الإبطالي بأنه «أحد كان قد حرض على إبطال الاسترقاق في ولايات المتحدة الفوري والتام بلا شروط قبل الحرب الأهلية.» لم يعتبر النشطاء مثل أبراهام لينكون، الرئيس الأميركي عهد الحرب الأهلية، الذين دعوا إلى إنهاء الاسترقاق التدريجي إبطاليون.

## الإبطالية في الولايات المتحدة

### خلال حقبة بناء البلاد
تُعتبر جمعية إغاثة الزنوج الأحرار المحتجزين بشكل غير قانوني (جمعية بنسلفانيا لإبطال العبودية) أول جمعية أمريكية لإلغاء الاسترقاق، وأسستها غالبية من الكويكرز في 14 أبريل 1775 في فيلادلفيا. جمّدت الجمعية نشاطاتها خلال حرب الاستقلال الأمريكية وأُعيد تنظيمها في العام 1784، وكان بنجامين فرانكلين أول رئيس لها. كان الكويكرز في ولاية رود آيلاند، والمرتبطون بموسى براون، مِن أوائل الذين حرّروا العبيد في أمريكا. كما كان بنجامين راش رائدًا في الحركة مثل غيره العديد من الكويكرز. تخلى جون وولمان عن معظم أعماله التجارية في العام 1756 ليكرّس نفسه لحملات مناهضة العبودية بالإضافة إلى العديد الكويكرز. كتب توماس باين أحد المقالات الأولى الداعية إلى تحرير العبيد وإلغاء الاسترقاق. ظهر مقاله المعنون «العبودية الأفريقية في أمريكا» في 8 مارس 1775 في ملحق مجلة وإعلانات بنسلفانيا الأسبوعية.
ضمّ الدستور الأمريكي العديد من الأحكام التي سمحت بالاستعباد، وذلك بالرغم من عدم استخدام أي من تلك الأحكام لكلمة العبودية صراحةً. في العام 1787 أصدر الكونغرس الكونفدرالي بالإجماع مرسوم الشمال الغربي الذي حظر الاستعباد في الإقليم الشمالي الغربي، الذي كان عبارة عن منطقة شاسعة شملت (أوهايو، وإنديانا، وإلينوي، وميشيغان، وويسكونسن) حيث كانت العبودية قانونية، رغم ضآلة عدد السكان.
بدأت حركة إبطال العبودية في الولايات المتحدة باكرًا، وسبق ذلك قيام الولايات المتحدة كدولة بوقت طويل. أصدر روجر ويليامز وصموئيل غورتن أولى القوانين بهذا الصدد لتناقضه مع معتقداتهم البروتستانتية، وأبطل القانونُ العبودية (ولكنه لم يشمل العبودية الملزِمة) في رود آيلاند في العام 1652؛ ومع ذلك، فقد تعثر تطبيقه بعد مرور 50 عامًا، وتورطت ولاية رود آيلاند في تجارة الرقيق في العام 1700. كتب صموئيل سووال، وهو شخصية بارزة من بوسطن وأحد القضاة في محاكمات السحر في سيلم كتابه بَيع جوزيف اعتراضًا على شيوع الممارسة الصريحة للاستعباد مقابل العبودية المُلزِمة في المستعمرات. وكانت تلك الكراسة أقدم دليل مسجل منشور لمناهضة الرقّ فيما عُرف بالولايات المتحدة بعد ذلك.
في العام 1777، أصبحت فيرمونت المستقلة، والتي لم تكن ولاية حينذاك، أول هيئة حاكمة في أمريكا الشمالية تحظر العبودية: لم يُحرر العبيد فورًا، إنما طُلب من الأسياد نقل العبيد من فيرمونت. وكانت ولاية بنسلفانيا أول ولاية تباشر في الإلغاء التدريجي للعبودية بدءًا من العام 1780. فقد حُظرت كافة أنشطة استيراد العبيد، رغم عدم تحرير أي منهم في البداية، واقتصر ذلك على عبيد الأسياد الذين لم يسجلوهم رسميًا لدى الدولة، إضافة إلى ما عُرف بـ«أطفال المستقبل» من أبناء الأمهات المستعبدات. أما أولئك الذين استُعبدوا في بنسلفانيا قبل تطبيق قانون العام 1780 فلم يُحرروا حتى العام 1847.
في القرن الثامن عشر، كان بنجامين فرانكلين، مالِك الرقيق لمعظم سنوات حياته، عضوًا بارزًا في جمعية بنسلفانيا لإبطال الاستعباد، والتي كانت أول منظمة معترف بها لمؤيدي إلغاء الاستعباد في الولايات المتحدة.
تبنّت ماساتشوستس موقفًا أكثر جدية. ففي العام 1783، أعادت محكمتها العليا، في قضية الكومنولث ضد ناثينيال جينيسون، التأكيد على قرارات  قضية بروم وبيت ضد آشلي، التي قضت أنه حتى العبيد هم أشخاص ذوو حقّ دستوري في الحرية. منح هذا الحُكم الحريةَ للعبيد، وكان بمثابة إنهاء فعلي للعبودية. أقرت الولايات ذات المصالح الاقتصادية الأكبر في العبيد، مثل نيويورك ونيوجيرسي، قوانين التحرير المتدرجة. مع كون بعض تلك القوانين تدريجية، فقد شرعت تلك الولايات أولى قوانين إلغاء العبودية في «العالم الجديد» بأسره. في نيو جيرسي لم تصبح العبودية محظورة حتى جاء التعديل الثالث عشر لدستور الولايات المتحدة الأمريكية.
شرعت باقي الولايات شمال ماريلاند بالإلغاء التدريجي للعبودية بين الأعوام 1781 و1804، سيرًا على خطى نموذج بنسلفانيا وبحلول العام 1804، كانت جميع الولايات الشمالية قد أصدرت قوانين لإلغاء العبودية. بقي بعض العبيد فيما عُرف «بالعبودية المُلزِمة» غير مدفوعة الأجر لعَقدين من الزمان بعد ذلك، ونُقل بعضهم نحو الجنوب وبيعوا لأسياد جدد في ولايات العبيد.
عمِد بعض مالكي الرقيق، لا سيما في الجنوب الأعلى، إلى تحرير العبيد، وحصل ذلك أحيانًا تنفيذًا لوصاياهم الأخيرة. أشار الكثيرون إلى تأثّرهم بالمُثل الثورية المنادية بالمساواة بين جميع البشر. ونتيجة لتلك الإجراءات، ارتفع عدد السود المحررين مقارنة بنسبة السكان السود في الجنوب الأعلى من أقل من 1% إلى 10% بين الأعوام 1790 و1810. وبدافع القلق من زيادة عدد السود الأحرار، التي رآها بعض مالكي الرقيق عاملًا يُسهم في زعزعة الاستقرار، فقد عمِد هؤلاء إلى تحرير العبيد شريطة أن يهاجروا إلى إفريقيا.
خلال الثورة الأمريكية، صادقت ماساتشوستس على دستورها في العام 1780، وجاء فيه بندٌ ينص على المساواة بين جميع البشر. انطلاقًا من البند المذكور، رفع العديد من الأمريكيين الأفارقة المستعبدين والذين يعيشون في ماساتشوستس العديد من قضايا الحرية، وهو ما أدى في نهاية المطاف إلى إلغاء فعلي لتلك الممارسة في الولاية. أما في ولاية نيويورك، فقد تحوّل الأفراد المستعبدين إلى عبيد بالسخرة قبل أن يُمنحوا كامل حريتهم في العام 1827. في ولايات أخرى، لم تنصّ التشريعات المُلغية للعبودية سوى على تحرير أطفال المستعبدين. وفي الجنوب الأمريكي، رفضت المحاكم البتّ في قضايا الحرية الشبيهة، وأصدرت بيانات صرّحت فيها إن الحقوق المذكورة في دساتير الولايات لا تشمل الأمريكيين الأفارقة. ألغت جميع الولايات الأمريكية تجارة العبيد عبر الأطلسي بحلول العام 1790. وتراجعت كارولينا الجنوبية، التي ألغت تجارة الرقيق في العام 1787، عن القرار المذكور في العام 1803. طوال العقود التالية، ازدهرت حركة إلغاء الاستعباد في الولايات الشمالية، وكبّل الكونغرس ممارسات التوسّع بالاستعباد مع قبول ولايات جديدة ضمن الاتحاد. ألغت الحكومة الفيدرالية تجارة الرقيق عبر الأطلسي في العام 1808، وحُظرت تجارة العبيد في مقاطعة كولومبيا في العام 1850، وأصبحت ممارسة العبودية مخالفة للدستور في العام 1865. جاء ذلك كنتيجة مباشرة لانتصار الاتحاد في الحرب الأهلية الأمريكية. إذ كانت العبودية من إحدى الأسباب الرئيسية للحرب.

## الدوافع

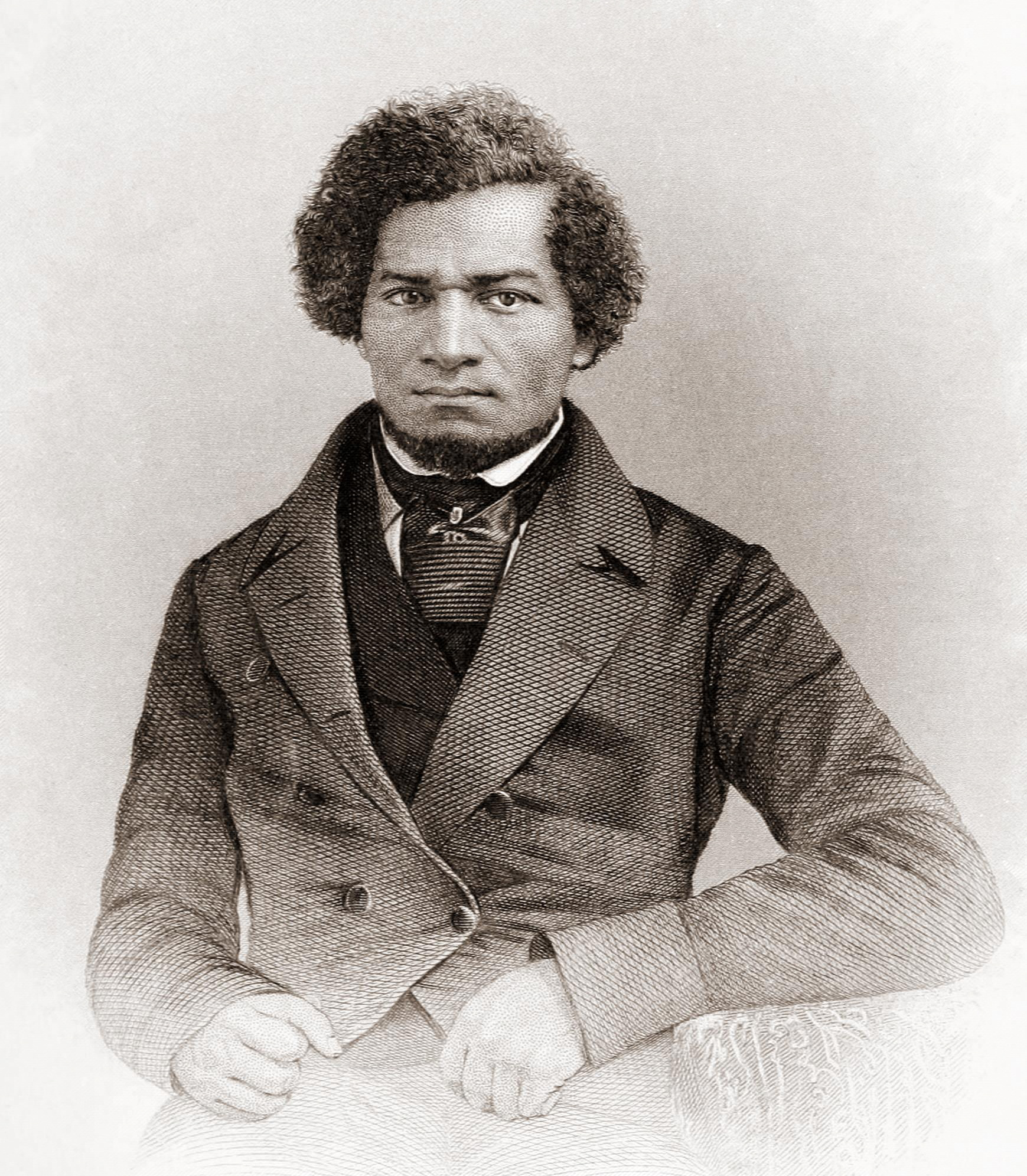
صورة لفريدريك دوغلاس عندما كان شابًا

في العام 1964، وضع المؤرخ جيمس إم مكفيرسن تعريفًا للشخص المنادي بإلغاء العبودية على أنه «شخص قد سعى قبل نشوب قبل الحرب الأهلية من أجل الإلغاء الفوري، وغير المشروط، والكامل للعبودية في الولايات المتحدة». وأشار مكفيرسون إلى أن العديد من المؤرخين استخدموا تعريفًا ذا نطاق أوسع دون التأكيد على طبيعة «الفوري». وهكذا فتعريف مكفيرسون لا يشمل معارضي العبودية مثل أبراهام لنكولن أو الحزب الجمهوري؛ الذين دعوا إلى الإنهاء الفوري للتوسع في ممارسة الاسترقاق قبل العام 1861.
أدّى الحافز الديني دورًا كبيرًا في حركة إلغاء العبودية في أمريكا. إذ بدأت مع الكويكرز، ثم انتقلت إلى غيرهم من البروتستانت خلال الصحوة الكبرى الثانية في أوائل القرن التاسع عشر. كان العديد من الشخصيات البارزة في تلك الحملة رجال دين. فالإعلان بأن العبودية خطيئة مكّن المستمعين من الفهم السريع لشرّ الممارسة، وجعلها أميَل إلى إستثارة الحماس في سبيل قضية إلغائها. غالبًا ما تركّز النقاش بخصوص العبودية حول ما ورد عنها في الكتاب المقدس أو ما لم يرد عنها.

## دعوات إلغاء العبودية
كانت أول جماعة أمريكية منظّمة من البيض خرجت في مظاهرة للاحتجاج على العبودية هي طائفة المينوناتية المسيحية في جيرمانتاون، بينسلفانيا. بعدها بفترة وجيزة، في أبريل 1688، كتب الكويكيرز استنكارًا من صفحتين لممارسة الاسترقاق وأرسلوه لمجالس الإدارة في كنيستهم، جميعة الأصدقاء. لم تتخذ الكنيسة أي إجراء في هذا الصدد. كانت عريضة الكويكرز ضد العبودية في جيرمانتاون في العام 1688 مناقشة مبكرة وواضحة وجزلة ضد الاسترقاق وحفزت روح المبادرة التي أدت إلى إلغاء الاسترقاق في جمعية الأصدقاء في العام 1776 وفي كمونويلث بينسيلفانيا 1780. خرج أعضاء مجلس اجتماعات تيشستر الكويكرز في أولى مظاهراتهم في العام 1711. وفي غضون عقود، خضعت تجارة العبيد برمّتها لنيران النقد والشجب، بمعارضة قادة الكويكرز مثل ويليام بورلينج، وبينجامين لاي، ورالف سانيفورد، وويليام ساوثبي، وجون وولمان.
حُظرت العبودية في مقاطعة بروفينس في ولاية جورجيا بعد تأسيسها في العام 1733. رفض مؤسس المستعمرة جيمس إدوارد أوجلثورب المحاولات المتكررة من قبل التجار وتجار الأراضي المضاربين من ولاية ساوث كارولاينا لإدخال تجارة العبودية إلى المستعمرة. في العام 1739، كتب أوجلثورب إلى مجلس أمناء جورجيا يحثهم على الثبات على موقفهم: «إذا سمحنا بتجارة العبيد، فإننا نتصرف بطريقة مخالفة للمبادئ التي ارتبطنا على أساسها، والتي كان منها وضع حدّ لمعاناة البشر. في حين أنه الآن يُعرض علينا أن نسبّب البؤس للألوف من شعوب أفريقيا، من خلال السماح لبعض الرجال بشراء واستعباد فقراء أفريقيا الذين يعيشون في بلادهم بحريّة». أدى النزاع بين جورجيا وساوث كارولاينا إلى خوض أول النقاشات في البرلمان الأمريكي بخصوص مشكلة العبودية بين الأعوام 1740 و1742.
ضمن الإمبراطورية البريطانية، اقتفت محاكم ولاية ماساتشوسيتس أثر محاكم إنجلترا في العام 1772 عندما أصبحت إنجلترا أول دولة في العالم تجرّم تجارة العبيد على أراضيها، تبتعها في ذلك اسكتلندا في العام 1778. بين الأعوام 1764 و1774، لجأ 17 عبدًا إلى القضاء في ماساتشوسيتس لرفع دعاوٍ على مالكيهم طلبًا للحرية. في العام 1752 بدأ بينجامين كينت، زميل جون آدامز، بتمثيل العبيد قانونيّاً في المحاكم ضد أسيادهم السابقين. في العام 1766، ربح كينت أول قضية لتحرير عبد في الولايات المتحدة الأمريكية.
كانت جمعية عون الزنوج الأحرار المستعبدين بشكل غير قانوني أول جمعية أمريكية لإلغاء العبودية، وتشكّلت بشكل رئيسي من الكويكرز في 14 أبريل 1775، في فيلاديلفيا. أوقفت الجمعية عملها خلال حرب الاستقلال الأمريكية وأعادت تنظيم نفسها في العام 1784 وكان بينجامين فرانكلين أول رئيس لها. يُنسب للكويكرز في ولاية رود آيلاند المرتبطين بموزيز براون أنهم كانوا أول من حرّر العبيد في أمريكا. يُذكر بينجامين راش كقائد آخر في الحركة، مثل غيره العديد من الكويكرز. تخلى جون وولمان عن معظم أعماله التجارية في العام 1756 ليكرّس نفسه للتحشيد ضد العبودية مع غيره من الكويكرز. كتب توماس بين أحد أول المقالات المنادية بتحرير العبيد وإلغاء العبودية، تحت عنوان «العبودية الأفريقية في أمريكا» ظهر المقال في 8 مارس 1775 في ملحق بينسلفانيا جورنال وويكلي آدفيرتايزر.

## إلغاء الاسترقاق في الشمال
بدأت حركة إلغاء الاسترقاق عملها في نفس وقت استقلال الولايات المتحدة. أدّى الكويكرز دورًا بارزًا. كانت أول منظمة لإلغاء العبودية هي جمعية بينسلفانيا لإلغاء العبودية والتي عقدت أول اجتماعاتها في العام 1775 برئاسة بينجامين فرانكلين. تأسست جمعية نيويورك مانوميشين في العام 1785 بدعم من سياسيين كبار مثل جون ماي، وآليكاسندر هاميلتون، وآرون بور.
ثمة قليلٌ من اللبس المتعلّق بالتواريخ التي تمّ بها إلغاء العبودية في الولايات الشمالية نظرًا لأن مصطلح «إلغاء العبودية» يحمل معانٍ مختلفةً في كل ولاية. صحيحٌ أنه مع بداية جمهورية فيرمونت المستقلة في العام 1777، أُقرّ قانونٌ شبيه بالقوانين المناهِضة للعبودية في جميع الولايات الواقعة شمال نهر أوهايو وخط ميسن-ديكسِن الذي فصلَ بينسلفانيا عن ميريلاند. ضمت تلك القوانين أولى قوانين إلغاء العبودية في العالم الجديد: أعلن دستور ماساتشوسيتس، الذي تمّ تبنّيه في العام 1780، أعلن أن لجميع الناس حقوق، ما يجعل العبودية غير قابلة للإنفاذ، وهو ما أدى إلى اختفائها من خلال ممارسات الأسياد والمستعبَدين.
على أي حال، أقرّت نيويورك قانونًا في العام 1799، نادى «بالإلغاء التدريجي للعبودية». الجدير بالذكر أن ولاية نيويورك كانت تضم عدد عبيد أكثر من أي ولاية شمالية أخرى، وأن مدينة نيويورك كان بها ثاني أكبر عدد من العبيد في مدينة واحدة بعد تشارلستون في ساوث كارولاينا.
ألغت ولاية نيوجيرزي العبودية في العام 1804، ولكن حتى العام 1806 وُجد عددٌ من السود الذين بقوا محتَجَزين كـ«متدرّبين دائمين».